# Przełęcz pod Turzyną
Przełęcz pod Turzyną – przełęcz na wysokości 835 m n.p.m. w Sudetach Środkowych, w Górach Kamiennych, w paśmie Gór Suchych.
Przełęcz położona jest na północnym obrzeżu Parku Krajobrazowego Sudetów Wałbrzyskich, na południe od miejscowości Rybnica Leśna w północno-zachodniej części pasma Gór Suchych.
Przełęcz stanowi wąskie obniżenie o dość stromych zboczach i łagodniejszych podejściach, rozdzielające południkowo wzniesienie Klina od Turzyny. Rejon przełęczy zbudowany jest z permskich skał wylewnych – melafirów (trachybazaltów). Cały obszar przełęczy porośnięty jest lasem regla dolnego. Poniżej przełęczy na północnym podejściu, niewielka łąka z górską roślinnością.

## Turystyka
Przez przełęcz prowadzą szlaki turystyczne.
 – czerwony fragment Głównego Szlaku Sudeckiego, prowadzący z Jedliny do Sokołowska i dalej
 – niebieski, prowadzący z Mieroszowa do Wałbrzycha
 – żółty, prowadzący po południowej stronie przełęczy ze schroniska Andrzejówka do zamku Rogowiec i dalej.